# Villard de Honnecourt
Pour les articles homonymes, voir Villard et Honnecourt.
Villard de Honnecourt est un maître d'œuvre du XIIIe siècle, célèbre pour son Carnet renfermant de nombreux croquis d'architecture, à présent conservé à la Bibliothèque nationale de France.

Le « Canon de division harmonieuse »

## La vie de compagnon
Villard de Honnecourt, né autour de l'an 1200, est originaire du village de Honnecourt-sur-Escaut, situé près de Cambrai. Comme les compagnons de son temps, il fait son apprentissage en allant de ville en ville et de chantier en chantier. Il deviendra plus tard magister latomus, c'est-à-dire maître d'œuvre, profession qui englobe le métier d'architecte. Son activité professionnelle couvre les années 1225 à 1250.
Les hommes de métier de l'époque voyageant beaucoup, nous connaissons, grâce à son Carnet, quelques-unes des étapes de son périple : Vaucelles, où il travailla à la construction de l'abbaye cistercienne, Cambrai, où il assista à l'« élévation du chœur de Notre-Dame de Cambrai », Reims, Laon, Chartres et Lausanne, mais également, vers 1235, la Hongrie.
On lui doit aussi le « canon de division harmonieuse », qui est utilisé en typographie soignée pour dessiner les proportions des marges dans le cadre d’une page. Il s'agit d'une méthode de division d'un rectangle, réalisée sans recours à une règle graduée, permettant d'établir le bloc de composition (la partie écrite et donc les marges) de façon non arbitraire et avec un résultat harmonieux. Cette méthode, qui permet de diviser une droite en parties égales sans limitations, est applicable quelles que soient les dimensions du rectangle. Elle est toujours enseignée de nos jours,,.

## LeCarnet
D'une dimension de 14 × 22 cm, le carnet des connaissances techniques de Villard de Honnecourt — aussi appelé Album ou Livre de portraiture — se composait à l'origine de 41 feuillets de parchemin, dont 8 ont disparu. Il contient 250 dessins, dont 74 sont reliés à l'architecture. Ces croquis d'une grande précision sont souvent accompagnés de légendes. On y trouve : des planches naturalistes ; des représentations de personnages : allégories, scènes religieuses ou civiles ; des croquis d'architecture. Il propose des études géométriques pour la représentation de personnages et d'animaux, en les dessinant à l'aide de triangles, de carrés, de cercles ou de pentagrammes pour garantir la beauté des proportions. Le carnet contient aussi des engins, machines militaires ou de chantier (y sont représentés pour la première fois une scie hydraulique ainsi qu'un vérin), et même des ébauches de machines à mouvement perpétuel.
Les calculs géométriques se réalisaient par rapport  la position du soleil et des étoiles, et les architectes connaissaient parfaitement les techniques de la taille des pierres, de l'art du trait, de la charpente et de la maçonnerie. Les plans d'architecture n'apparurent qu'après 1250 car, avant cette date, on exécutait des épures sur le sol ou les murs. Les schémas  étaient établis à l'aide du compas et de la règle, les mesures étaient prises avec des « cordes à 13 nœuds ». Entre autres, Villard de Honecourt dessina les plans d'une scie alternative.

Dessins du Carnet
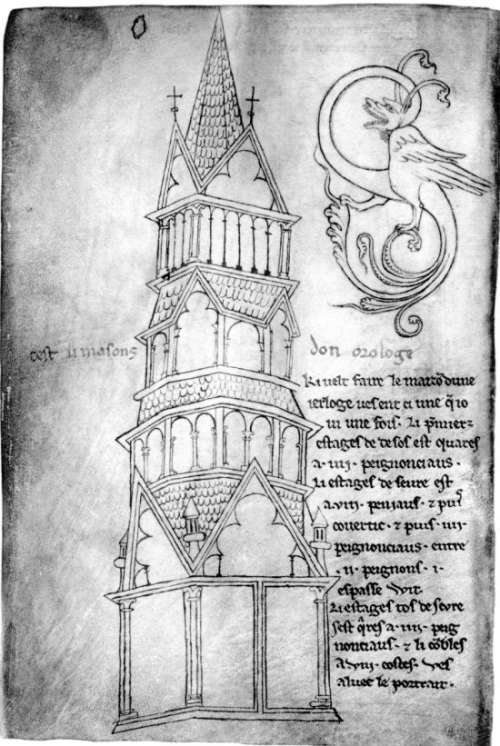
Maison d'horloge et lettre ornée (folio 12).
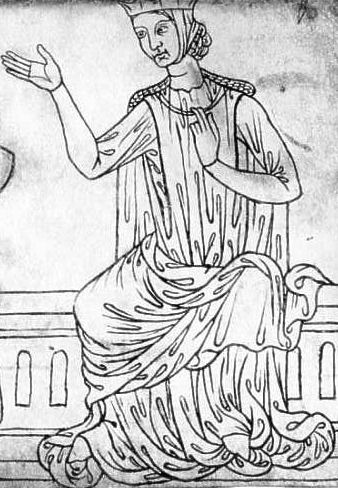
Femme assise (folio 27).
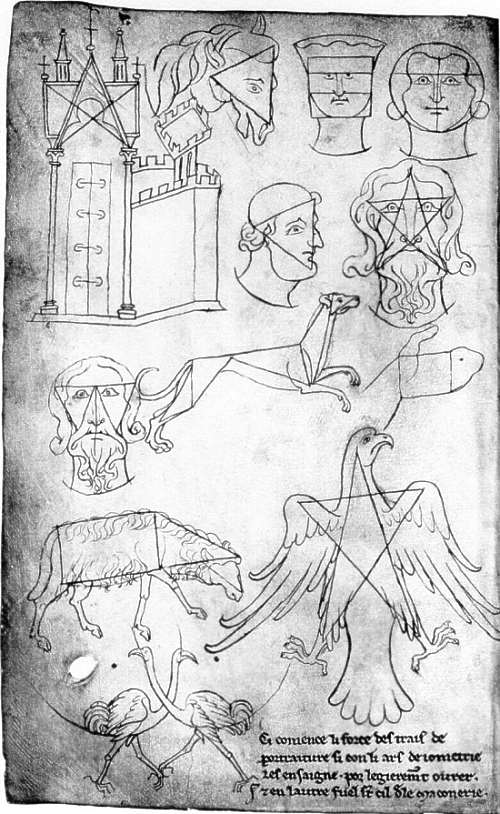
Planche 36. Folio 18v
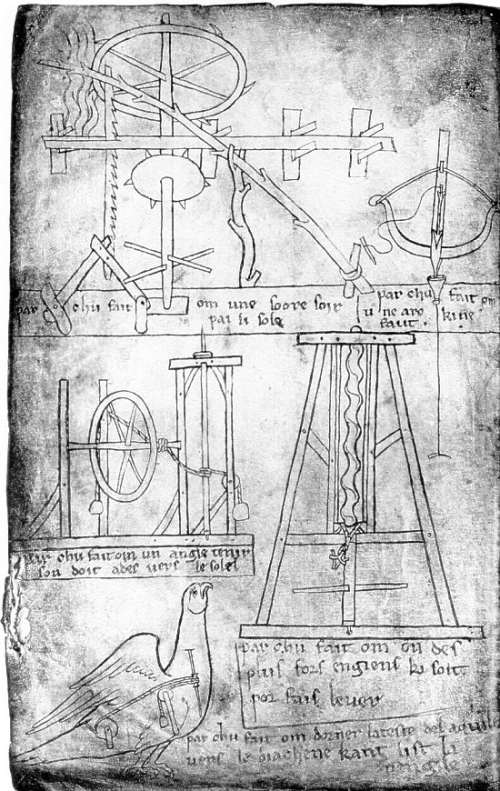
Scie hydraulique (folio 44).
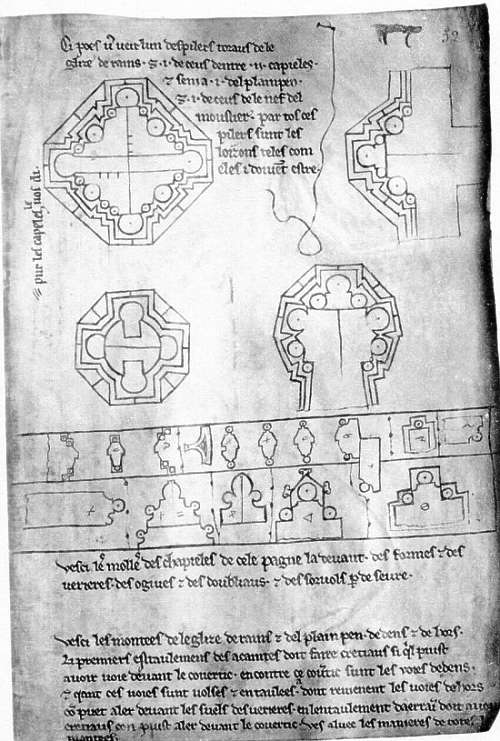
Éléments d'architecture : piliers, nervures, meneaux (folio 63).

### Film documentaire
- Villard de Honnecourt, bâtisseur de cathédrales, de Georges Rebillard (1962).

### Ouvrages de fiction
- Le Rasoir d'Ockham, roman de Henri Lœvenbruck, se déroule autour de six pages disparues des carnets de Villard de Honnecourt.
- Les Cathédrales du vide, roman de Henri Lœvenbruck, révèle l'existence d'une septième page disparue du carnet.